# Mumbai Metro
Mumbai Metro (tiếng Marathi: मुंबई मेट्रो) là một hệ thống tàu điện metro phục vụ cho thành phố của Mumbai của Ấn Độ. Hệ thống được thiết kế để giảm ùn tắc giao thông trong thành phố, và bổ sung cho hệ thống đường sắt ngoại ô Mumbai hiện có, nhưng tắc nghẽn nghiêm trọng. Hệ thống này sẽ được xây dựng theo ba giai đoạn trong khoảng thời gian 15 năm, với dự kiến sẽ hoàn thành tổng thể vào năm 2021. Khi hoàn thành, hệ thống cốt lõi sẽ gồm có ba tuyến đường sắt tàu metro công suất lớn, có tổng chiều dài 63 km.
Tuyến 1 của Metro Mumbai được điều hành bởi Mumbai Metro One Pvt Ltd (MMOPL), một công ty liên doanh được thành lập bởi Reliance Infrastructure, Veolia Transport và Mumbai Metropolitan Region Development Authority (MMRDA).
Trong tháng 6 năm 2006, thủ tướng Ấn Độ lúc đó đó, Manmohan Singh khánh thành giai đoạn đầu tiên của dự án Mumbai Metro. Công tác xây dựng bắt đầu vào tháng 2 năm 2008. Công tác chạy thử được tiến hàng vào tháng 5 năm 2013, và tuyến đầu tiên của hệ thống vào hoạt động từ ngày 8 tháng 6 năm 2014, do một số khía cạnh của dự án đã bị ảnh hưởng bởi sự chậm trễ và các vấn đề chi phí.